# کوه پاول
کوه پاول (به انگلیسی: Mount Paul) یک کوه در کانادا است که در آلبرتا واقع شده‌است. کوه پاول ۲٬۸۵۰ متر بالاتر از سطح دریا واقع شده‌است.